# Бочин, Валерий Александрович
Валерий Александрович Бочин (1903—1978) — советский хозяйственный, государственный и политический деятель.

## Биография
Родился в 1903 году в Вышнем Волочке (ныне Тверская область). Член ВКП(б) с года.
С 1924 года — на хозяйственной, общественной и политической работе. В 1924—1978 годы — старший производитель работ, инженер-строитель, участник Великой Отечественной войны, начальник 2-го отдела дорожно-строительного управления ГУАДС Красной Армии, начальник 1-го отдела Дорожного управления 2-го Белорусского фронта, главный инженер военно-строительного управления № 31 Забайкальского фронта, начальник дорожного строительства в Украинской ССР, член редколлегии журнала «Автомобильные дороги», первый заместитель министра автомобильного транспорта и шоссейных дорог РСФСР.
Умер в Москве в 1978 году.

## Признание
- Сталинская премия второй степени (1951) — за проектирование и скоростное строительство автомагистрали.
- ордена и медали